# Savigny-Poil-Fol
Savigny-Poil-Fol – miejscowość i gmina we Francji, w regionie Burgundia-Franche-Comté, w departamencie Nièvre.
Według danych na rok 1990 gminę zamieszkiwały 133 osoby, a gęstość zaludnienia wynosiła 8 osób/km² (wśród 2044 gmin Burgundii Savigny-Poil-Fol plasuje się na 777. miejscu pod względem liczby ludności, natomiast pod względem powierzchni na miejscu 568.).